# Wagenborg-S-Klasse
Die S-Klasse ist eine ehemalige Ro-Ro-Schiffsklasse der niederländischen Reederei Wagenborg Shipping.

## Geschichte
Der Schiffstyp wurde von dem schwedischen Unternehmen Globetech Marine und dem italienischen Unternehmen NAOS Ship & Boat Design entworfen. NAOS Ship & Boat Design führt den Schiffstyp als Typ P121. Der Auftrag zum Bau der Schiffe mit Ablieferung des ersten Schiffes Ende 1999 und der beiden Folgebauten im Jahr 2000 wurde von der Reederei Wagenborg Shipping in Delfzijl an die Flender-Werft in Lübeck vergeben, da auf niederländischen Werften keine Kapazitäten frei waren.
Die von Wagenborg Shipping unter der Flagge der Niederlande mit Heimathafen Deljzijl bereederten Schiffe waren zunächst für 15 Jahre an die belgische Reederei Cobelfret Ferries verchartert, die sie für den schwedisch-finnischen Konzern Stora Enso für den Transport von Papierprodukten bzw. Zellstoff zwischen Göteborg in Schweden und Zeebrugge in Belgien betrieb. Hierfür wurden insbesondere die von Stora entwickelten SECU-Transportcontainer (SECU steht für „Stora Enso Cargo Unit“) genutzt, die zwar in Schweden mit der Bahn befördert werden können, für andere europäische Schienennetze aber zu schwer sind und daher auf dem Seeweg befördert werden. Cobelfret Ferries war auch für die Vermarktung freier Kapazitäten auf den Schiffen zuständig.
2015 wurde die Spaarneborg an die belgische Reederei CLdN verkauft, in die 2011 die Kurzstrecken- und multimodalen Verkehre aus der Reederei Cobelfret ausgelagert worden waren. Schieborg und Schlingeborg verblieben auf der Verbindung zwischen Göteborg und Zeebrugge, die ab November 2014 von der zur schwedischen Reederei Swedish Orient Line gehörenden SOL Continent Line betrieben wurde. 2019 übernahm DFDS Seaways den Betrieb der Verbindung zwischen Göteborg und Zeebrugge und kaufte dafür die beiden Fähren Schieborg und Schlingeborg für rund 36,1 Mio. Euro von Wagenborg, die in Belgia Seaways bzw. Gothia Seaways umbenannt wurden. Die ehemalige Schlingeborg wurde 2021 ebenfalls an CLdN verkauft.

## Beschreibung
Die Schiffe werden von einem Zweitakt-Siebenzylinder-Dieselmotor des Typs Sulzer 7RTA52U mit 10.920 kW Leistung angetrieben. Der Motor wirkt über ein Untersetzungsgetriebe auf einen Verstellpropeller. Die Schiffe sind mit zwei mit jeweils 800 kW Leistung angetriebenen Bug- und einem ebenfalls mit 800 kW Leistung angetriebenen Heckstrahlruder ausgestattet. Für die Stromerzeugung stehen ein vom Hauptmotor mit 1120 kW Leistung angetriebener Wellengenerator mit 1420 kVA Scheinleistung sowie zwei von Viertakt-Sechszylinder-Dieselmotoren des Typs Wärtsilä 6L20 mit jeweils 1120 kW Leistung angetriebene Generatoren mit 1420 kVA Scheinleistung zur Verfügung. Weiterhin wurde ein von einem Dieselmotor angetriebener Notgenerator verbaut. Die Dieselmotoren sind mit SCR-Katalysatoren zur Reduktion von Stickoxiden ausgerüstet.

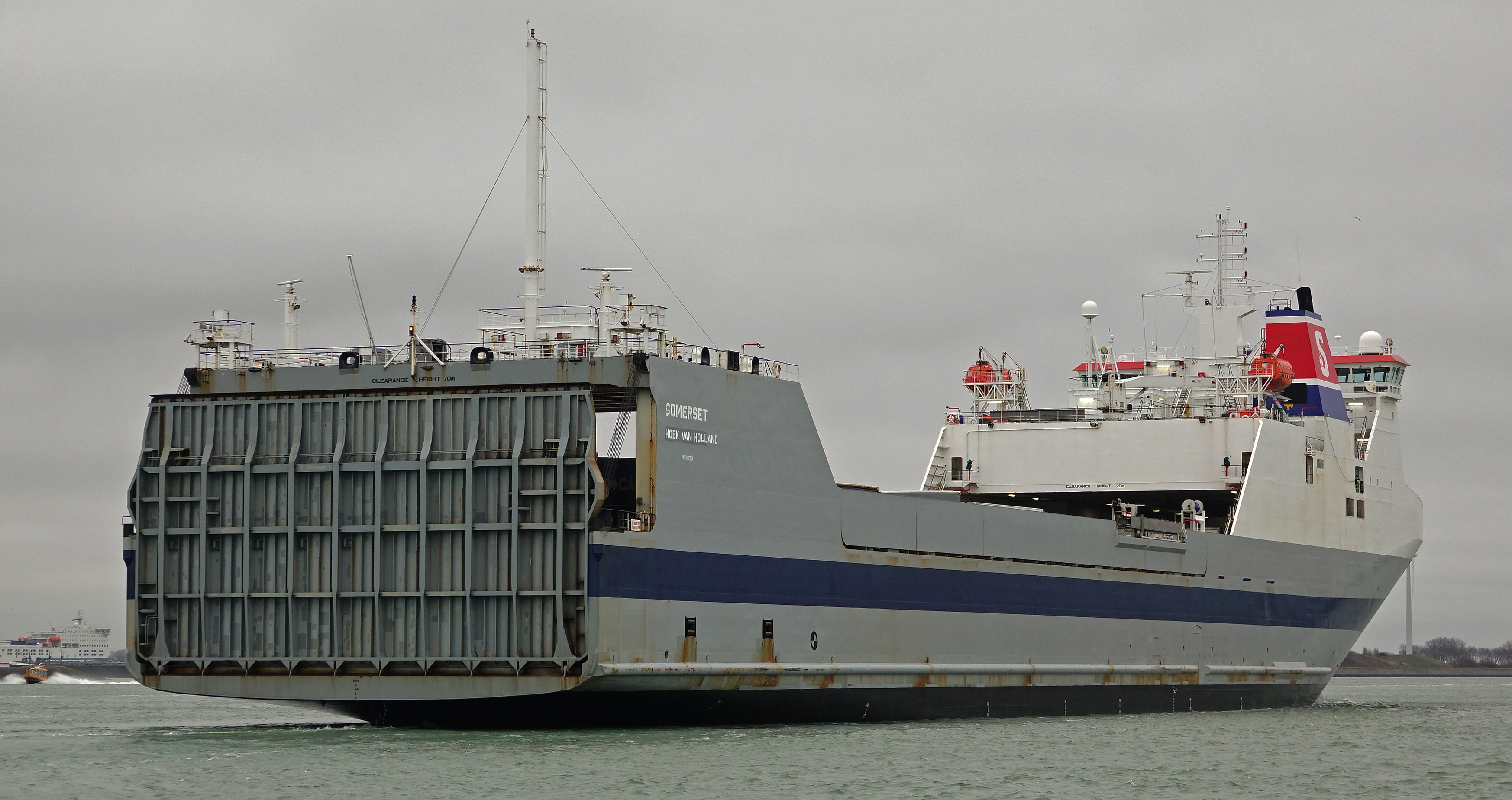
Heckansicht der Somerset (ex. Spaarneborg)

Die Schiffe verfügen über drei Ro-Ro-Decks, die sich auf dem Hauptdeck und dem darüber bzw. darunter liegenden Deck befinden. Das Ro-Ro-Deck auf dem Hauptdeck ist über eine herunterklappbare Heckrampe und das darüber liegende Deck über eine landseitige Rampe zugänglich. Das unter dem Hauptdeck liegende Ro-Ro-Deck ist über zwei feste Rampen mit dem Hauptdeck verbunden. Die Rampen sind jeweils 52 m lang und 8,6 m breit. Die Heckrampe ist 16 m lang, die Zufahrt zum Hauptdeck 22,7 m breit. Das obere Ro-Ro-Deck ist nach oben größtenteils offen, es ist lediglich im vorderen Bereich durch die Decksaufbauten und im hinteren Bereich durch eine Brücke, auf der sich die Festmachereinrichtungen befinden, überbaut. Durch diese Brücke im hinteren Bereich kann die gesamte Breite des Schiffes als Zufahrt auf das obere Ro-Ro-Deck genutzt werden. 2020 wurden bei der Belgia Seaways und der Gothia Seaways jeweils eine bewegliche Rampe zwischen dem Hauptdeck und dem Wetterdeck nachgerüstet, so dass der Umschlag rollender Ladungen vollständig über die Heckrampe erfolgen kann. Auf dem unteren Ro-Ro-Deck stehen 468 Spurmeter, auf dem Hauptdeck 936 Spurmeter und auf dem darüber liegenden Deck 1.066 Spurmeter, insgesamt also 2.470 Spurmeter zur Verfügung.
Die Decksaufbauten befinden sich im vorderen Bereich der Schiffe. Hier sind unter anderem verschiedene Betriebsräume, Lager, Büroräume, 18 Kabinen für die Schiffsbesatzung (die Regelstärke der Schiffsbesatzung beträgt 14 Personen) sowie zehn Kabinen für mitreisende Lkw-Fahrer eingerichtet. Auf dem obersten Deck befindet sich die Brücke. Sie ist über die gesamte Breite geschlossen. Zur besseren Übersicht beim An- und Ablegen und dem Navigieren in engen Fahrwassern gehen die Nocken etwas über die Schiffsbreite hinaus.
Der Maschinenraum befindet sich im Rumpf unterhalb der Decksaufbauten und damit auch im vorderen Bereich der Schiffe. Dadurch sind die Ro-Ro-Decks frei von Hindernissen wie beispielsweise durch die Rohre von den Motoren zum Schornstein. Die Antriebswelle zur Übertragung der Kraft des Antriebsmotors auf den Propeller ist durch die Lage des Maschinenraums 125 m lang.

## Schiffe
| S-Klasse    | S-Klasse  | S-Klasse   | S-Klasse                          | S-Klasse                           |
| Bauname     | Baunummer | IMO-Nummer | Stapellauf Ablieferung            | Umbenennungen und Verbleib         |
| ----------- | --------- | ---------- | --------------------------------- | ---------------------------------- |
| Spaarneborg | 676       | 9188221    | 20. August 1999 26. November 1999 | 2015: Somerset                     |
| Schieborg   | 677       | 9188233    | 14. Januar 2000 26. April 2000    | 2019: Belgia Seaways               |
| Slingeborg  | 678       | 9188245    | 5. Mai 2000 26. Oktober 2000      | 2019: Gothia Seaways, 2021: Maxine |

## Zwischenfälle
Im Januar 2010 brach während eines Sturms in der Ladung auf dem Wetterdeck der Schieborg ein Feuer aus. Das Schiff befand sich in der Nordsee vor der dänischen Küste. Wegen des Sturms und des Feuers an Bord konnte die Besatzung nicht mithilfe eines Hubschraubers abgeborgen werden. Sie verließ das Schiff daher mit einem Rettungsboot. Da auch hier die Bergung per Hubschrauber nicht gelang, wurden zwei Offshoreschlepper zu Hilfe gerufen, von denen einer die Besatzung rettete und der andere das brennende Schiff in Schlepp nahm. Die Schieborg wurde zunächst nach Eemshaven geschleppt und später von der Bremerhavener Werft SSW Schichau Seebeck Shipyard am Standort der Bremerhavener Dockgesellschaft Bredo repariert.